# Чупиков, Павел Фёдорович
Павел Фёдорович Чу́пиков (21 декабря 1913 года — 23 июня 1987 года) — советский лётчик-ас истребительной авиации и военный деятель, участник Великой Отечественной войны, Герой Советского Союза (19.08.1944). Генерал-полковник авиации (25.10.1967).

## Молодость и начало службы
Родился 21 декабря 1913 года в Ташкенте. После окончания школы в 1929 году работал на Ташкентском паровозоремонтном заводе.
В Красной Армии с мая 1931 года, доброволец. В 1932 году окончил 2-ю военную школу авиатехников в Вольске. С августа 1932 года служил в 31-й авиационной эскадрилье ВВС Украинского военного округа (Киев): младший авиатехник, старший техник звена. В апреле 1934 года эскадрилья в полном составе была переведена в Красноярск. С ноября 1937 служил на Дальнем Востоке: старший техник отряда 31-й авиационной эскадрилье в Особой Краснознамённой Дальневосточной армии, с июня 1938 — инженер эскадрильи в ВВС 1-й Краснознамённой армии. Участник боёв у озера Хасан в июле-августе 1938 года, за отличие в которых награждён орденом Красной Звезды.
В январе 1939 года направлен на учёбу в 30-ю военную школу пилотов в Чите, которая вскоре была переведена в Ростовскую область и преобразована в Батайскую авиационную школу пилотов имени А. К. Серова. С декабря 1939 года учился в Качинской военной авиационной школе имени А. Ф. Мясникова, окончил её в июле 1940 года. После окончания школы назначен старшим лётчиком 160-го резервного авиационного полка ВВС Одесского военного округа, а в октябре 1940 года переведён в 170-й истребительный авиационный полк ВВС Орловского военного округа адъютантом эскадрильи. Член ВКП(б) с 1939 года.

## Великая Отечественная война
Участвовал в боях Великой Отечественной войны с 23 июня 1941 года. Полк воевал на истребителях И-16 на Западном фронте в составе 47-й и 23-й смешанных авиационных дивизий. Свою первую победу капитан Павел Чупиков одержал уже на четвёртый день войны, сбил 25 июня 1941 года под Лепелем немецкий бомбардировщик в группе. В тяжелейших боях Приграничного сражения в Западной Белоруссии и Смоленского сражения полк лишился практически всех самолётов и был выведен на переформирование. После пополнения и переобучения на истребители ЛаГГ-3 30 августа 1941 года вновь вступил с полком в бой, но теперь уже на Южном фронте, где входил в состав ВВС 9-й и 57-й армий. В сентябре 1941 года назначен штурманом 170-го истребительного авиаполка. Участвовал в Донбасско-Ростовской оборонительной, Ростовской и Барвенково-Лозовской наступательных операциях, в Харьковском сражении, в Воронежско-Ворошиловградской оборонительной операции.
С июля 1942 года — командир 40-го истребительного авиационного полка 4-й воздушной армии на Южном, Закавказском и Северо-Кавказском фронтах. Полк героически сражался в битве за Кавказ, уничтожив 123 вражеских самолёта (из них 95 сбито в воздушных боях) при потере своих 52-х самолётов.
За образцовое выполнение боевых задач и проявленные при этом мужество и героизм на основании приказом Народного комиссара обороны СССР № 64 от 8 февраля 1943 года полк Чупикова получил гвардейское звание и был переименован в 41-й гвардейский истребительный авиационный полк.
Майор Чупиков продолжил командовать уже гвардейским полком, который с апреля 1943 года входил в состав 2-й воздушной армии Воронежского фронта (с октября — 1-го Украинского фронта). Под его командованием полк успешно действовал в Курской битве и в битве за Днепр.
С 31 октября 1943 года — заместитель командира 8-й гвардейской истребительной авиационной дивизии 2-й воздушной армии, исполняющий обязанности командира дивизии (до 5 декабря 1943 года).
С марта 1944 года до конца войны — командир 19-го истребительного авиационного полка 16-й воздушной армии 1-го Белорусского фронта. Это был уникальный полк, сформированный из лучших асов-истребителей ВВС РККА, главной задачей которого было уничтожение немецкой авиации методом «свободной охоты». Неофициально именовался «маршальским полком», потому что курировал полк сам Главнокомандующий ВВС Красной Армии главный маршал авиации А. А. Новиков. При назначении подполковника Чупикова командиром полка вместо погибшего прежнего командира Героя Советского Союза Льва Шестакова сам маршал Новиков проводил с ним собеседование. Командовал полком в Белорусской, Сероцкой, Висло-Одерской, Восточно-Померанской и Берлинской наступательных операциях.
К августу 1944 года командир 19-го истребительного авиационного полка полковник П. Ф. Чупиков совершил 388 боевых вылетов, в 72 воздушных боях сбил лично 6 и в составе группы 8 самолётов противника, 1 десантный планер и 1 аэростат наблюдения (в материалах наградного листа говорится о 11 личных и 8 групповых победах). Окончил войну на истребителе Ла-7.
За образцовое выполнение боевых заданий Командования на фронте борьбы с немецко-фашистскими захватчиками и проявленные при этом отвагу и геройство, Указом Президиума Верховного Совета СССР от 19 августа 1944 года полковнику Павлу Фёдоровичу Чупикову присвоено звание Героя Советского Союза с вручением ордена Ленина и медали «Золотая Звезда».
В том же августе 1944 года 19-й истребительный авиационный полк за образцовое выполнение боевых задач в Белорусской наступательной операции и проявленные при этом мужество и героизм приказом Наркома обороны СССР преобразован в 176-й гвардейский истребительный авиационный полк (став тем самым вторым полком, получившим за отличия гвардейское звание под командованием П. Ф. Чупикова). Продолжал командовать этим полком до конца войны. За время войны совершил более 500 боевых вылетов, сбил 11 самолётов лично и 3 — в группе, а также в паре один аэростат противника.

## Послевоенная служба

Могила П. Ф. Чупикова на Кунцевском кладбище

После войны продолжал командовать 176-м гвардейский истребительным авиационным Проскуровским Краснознамённым орденов Кутузова и Александра Невского полком, который сначала находился в составе Группы советских оккупационных войск в Германии, а в мае 1946 года передан в Московский военный округ и переведён на аэродром Тёплый Стан под Москвой. С сентября 1947 — старший лётчик-испытатель Отдела лётных испытаний самолётов Государственного Краснознаменного НИИ ВВС. С апреля 1948 года — командир 324-й истребительной авиационной Свирской Краснознаменной дивизии (Московский военный округ), с декабря 1949 по сентябрь 1952 года — командир 61-го гвардейского истребительного авиационного Минского Краснознаменного корпуса 16-й воздушной армии в Группе советских войск в Германии. Затем направлен на учёбу.
В 1954 году Чупиков окончил Высшую военную академию имени К. Е. Ворошилова. С июня 1954 по март 1959 годах — командующий 22-й воздушной армией Северного военного округа.
С марта 1959 года был начальником Управления боевой подготовки ВВС СССР. С декабря 1960 года по июль 1962 года — командующий 34-й воздушной армии Закавказского военного округа. С июля 1962 года занимал должность генерал-инспектора Инспекции ВВС Главной инспекции Министерства обороны СССР. В ноябре 1976 года уволен в запас.
Умер 23 июня 1987 года в Москве. Похоронен на Кунцевском кладбище.

## Награды
- Медаль «Золотая Звезда» Героя Советского Союза (19.08.1944);
- четыре ордена Ленина (9.04.1944, 19.08.1945, 25.07.1949, 30.12.1956);
- орден Октябрьской Революции (1972);
- пять орденов Красного Знамени (22.07.1941, 23.02.1942, 29.03.1945, 5.02.1947, 19.11.1951);
- орден Суворова III степени (27.02.1943);
- два ордена Отечественной войны I степени (20.09.1947[10], 11.03.1985);
- четыре ордена Красной Звезды (25.12.1938, 01.02.1943, 5.11.1946, 31.07.1948);
- медали СССР;

иностранные награды
- Орден «9 сентября 1944 года» III степени с мечами (НРБ, 14.09.1974)
- Орден «За боевые заслуги» (МНР, 6.07.1971)
- Медаль «Победы и Свободы» (ПНР, октябрь 1973)
- Медаль «За Варшаву 1939—1945» (ПНР, 08.07.1975)